# 16215 Venkatraman
A 16215 Venkatraman (ideiglenes jelöléssel 2000 CB104) a Naprendszer kisbolygóövében található aszteroida. A LINEAR projekt keretében fedezték fel 2000. február 11-én.